# Ture Wersäll
Claes Ture Wersäll (Svédország, Stockholm, 1883. augusztus 12. – Svédország, Stockholm, 1965. december 18.) az 1906-os nem hivatalos olimpiai játékokon bronzérmet nyert svéd kötélhúzó.
Az 1906. évi nyári olimpiai játékokon indult kötélhúzásban. Egyenes kieséses volt a verseny. Az első körben kikaptak a görögöktől, majd a bronzmérkőzésen megverték az osztrákokat.